# (20044) Vitoux
(20044) Vitoux est un astéroïde de la ceinture principale.

## Description
(20044) Vitoux est un astéroïde de la ceinture principale. Il fut découvert par Eric Walter Elst le 23 mars 1993 à Caussols. Il présente une orbite caractérisée par un demi-grand axe de 2,57 UA, une excentricité de 0,101 et une inclinaison de 12,86° par rapport à l'écliptique.
Il fut nommé en hommage à l'écrivain français Frédéric Vitoux, né en 1944, membre de l'Académie française.

## Compléments